# 위군 각
위군 각(衛君角, ? ~ ?, 재위 기원전 229년 ~ 기원전 209년)은 중국 위나라의 제44대 임금이자 마지막 임금으로, 이름은 각(角)이다. 위나라 제43대 임금 위 원군의 아들이다.

## 사적
위 원군의 아들이다. 기원전 229년 군위에 올랐다. 기원전 209년 진 이세황제 호해에 의해 폐위되어 서인으로 강등당했다. 이로써 위나라는 멸망했고, 제사가 끊어지고 말았다.